# ماهیچه جناغی
ماهیچه جناغی (انگلیسی: Sternalis muscle) نامی است که به نوار ماهیچه‌ای که گاهی به موازات استخوان جناغ روی سر جناغی ـ دنده‌ای، ماهیچه سینه‌ای (pectoral) بزرگ هست نهاده‌اند.

## نگارخانه

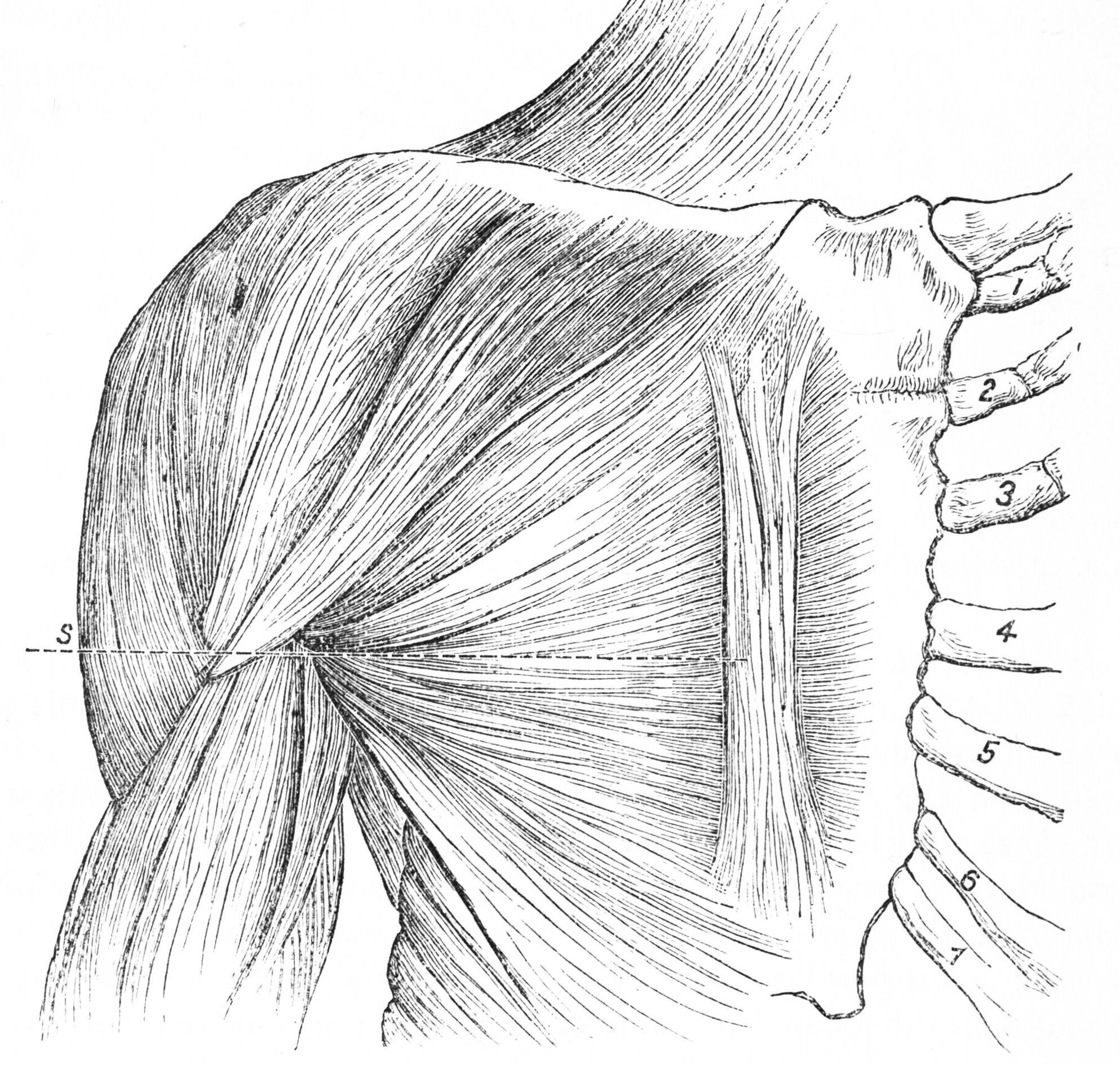
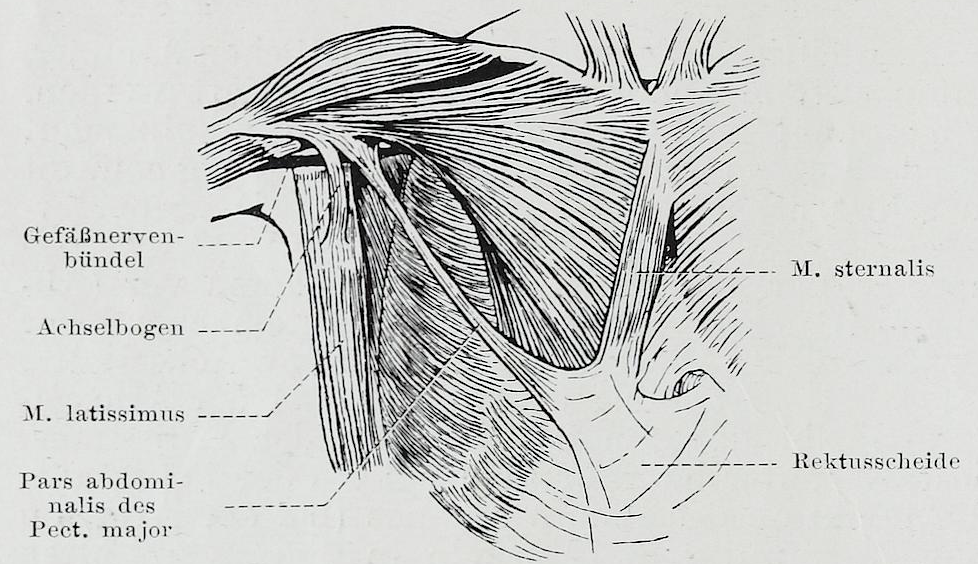
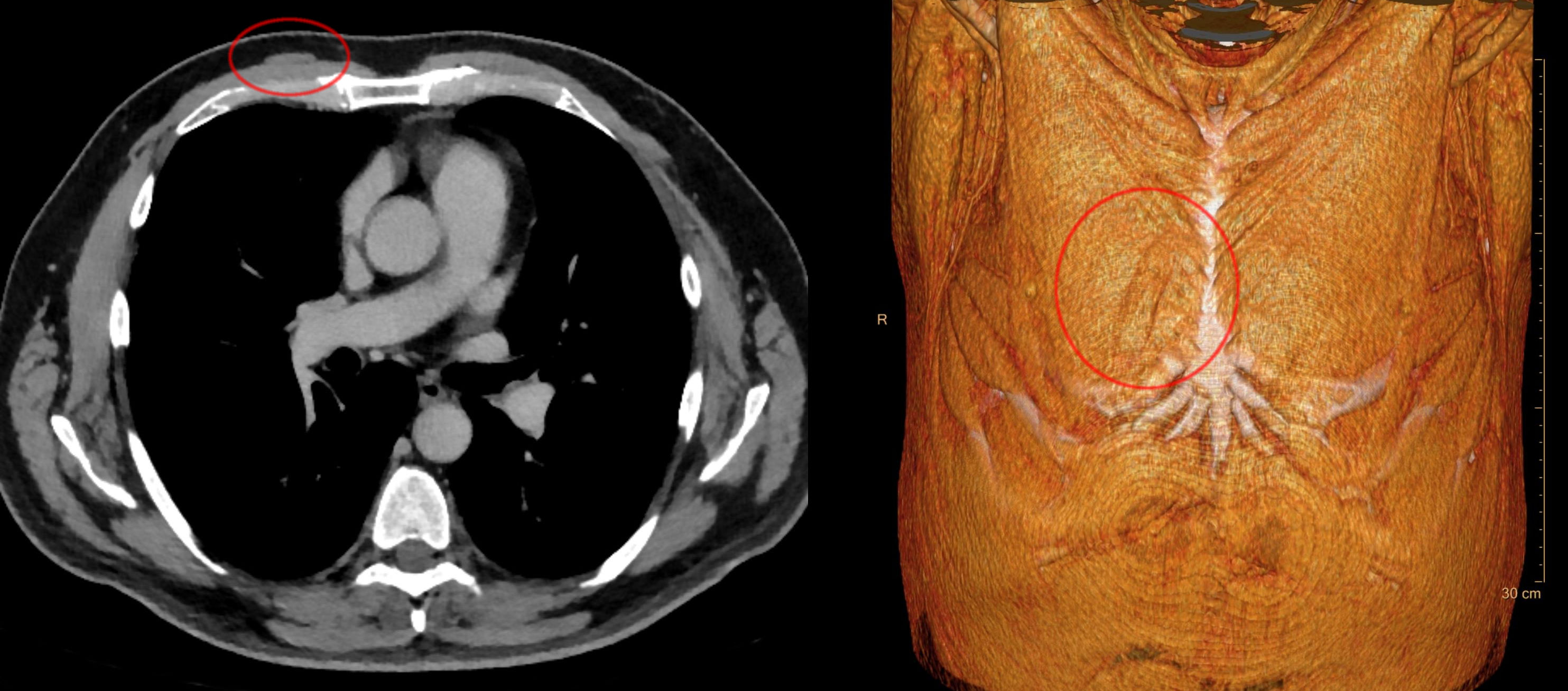